# Окупації Воєводини Віссю

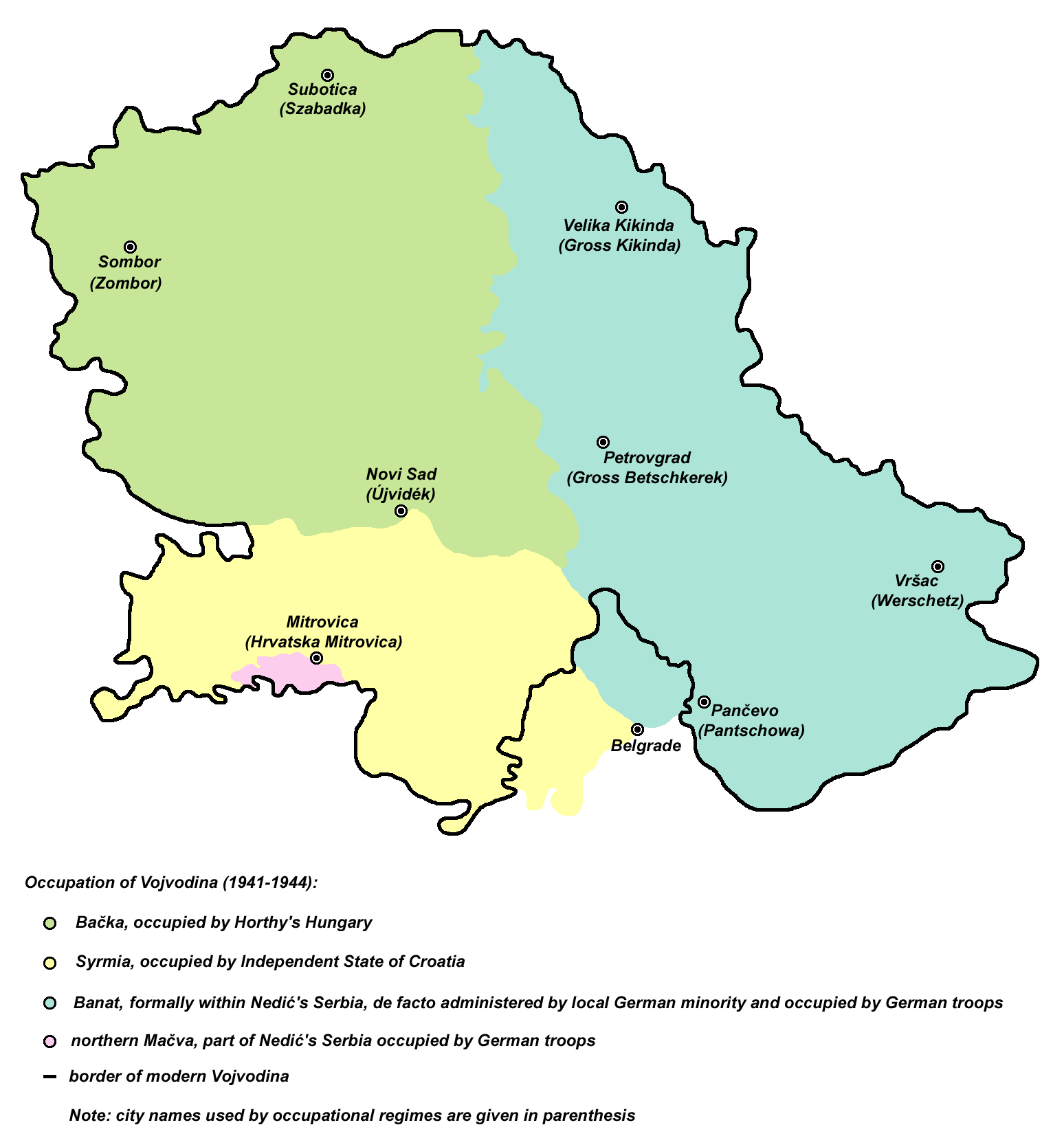
Карта, що відображає зони окупації у Воєводині з 1941 по 1944 рік.

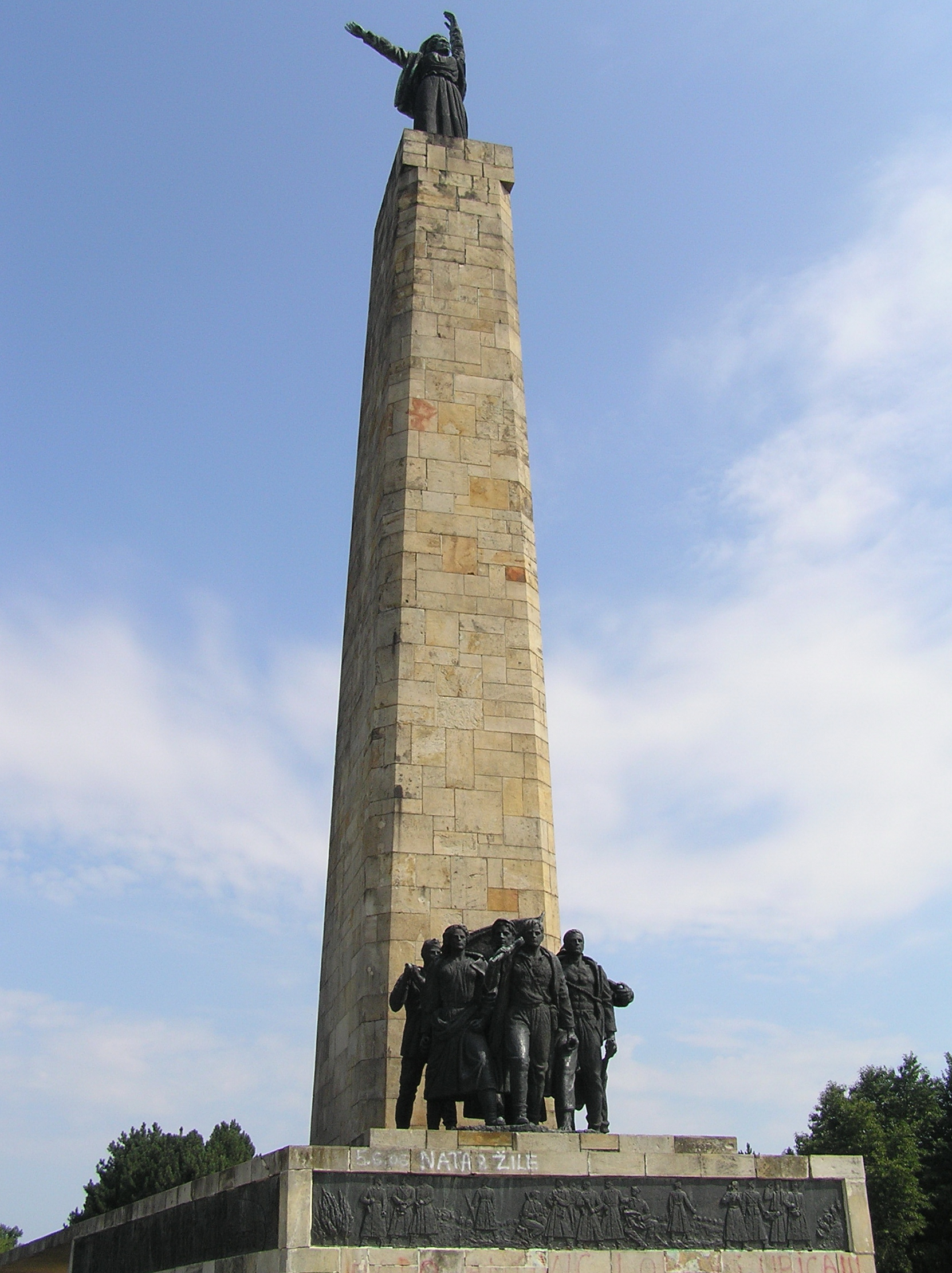
Пам'ятник Свободи на Фрушці-Горі, присвячений руху опору у Воєводині

Окупація Воєводини (край сучасної Сербії ) з 1941 по 1944 рік здійснювалася нацистською Німеччиною та державами-клієнтами / маріонетковими режимами: Угорщиною Горті та Незалежною Державою Хорватія.
У 1941 році під час Другої світової війни нацистська Німеччина, фашистська Італія та Угорщина вдерлися в Королівство Югославія і окупували його. Сучасний край Воєводина (тоді північна частина провінції Дунайська бановина в Югославії) був розділений на три зони окупації: Банат став частиною району, керованого Військовою адміністрацією в Сербії, і фактично знаходився під контролем своєї етнічної німецької меншини; Бачку передали Угорщині Горті; а Срем приєднали до Незалежної Держави Хорватія. Окупація тривала до 1944 року, коли край перейшов під контроль радянської Червоної Армії та югославських партизанів.

## Воєнні злочини

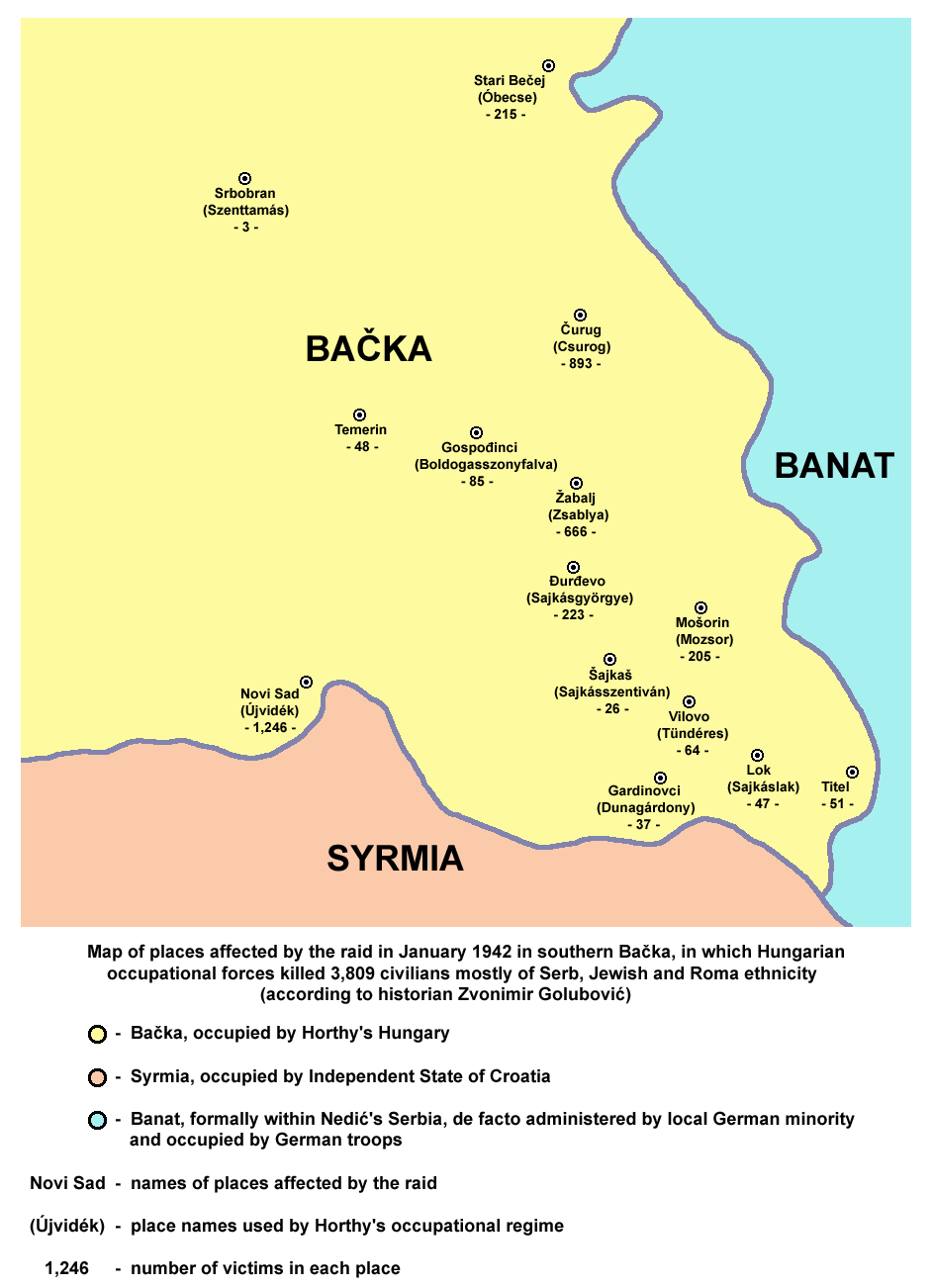
Карта місць, постраждалих від рейду в січні 1942 р. на півдні Бачки, в якому угорські окупаційні війська вбили 3 809 мирних жителів, переважно сербської, єврейської та ромської етнічної належности (за даними історика Звонимира Голубовича).

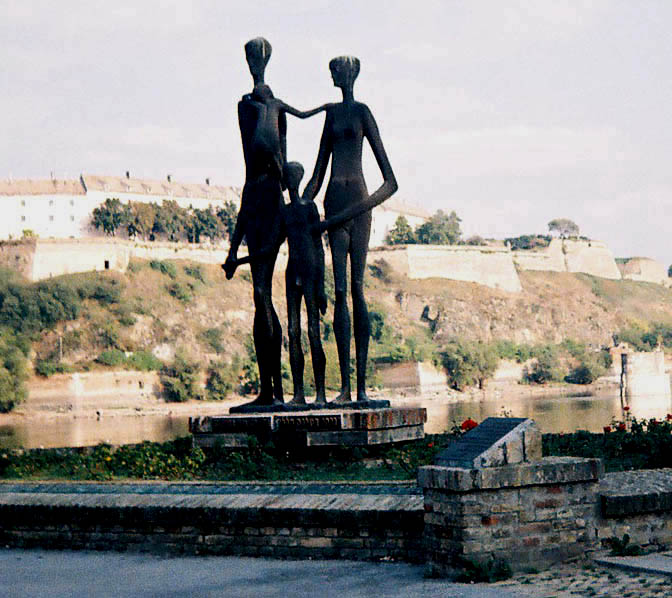
Пам'ятник у Новому Саді, присвячений убитим сербським та єврейським мирним жителям під час рейду 1942 року.

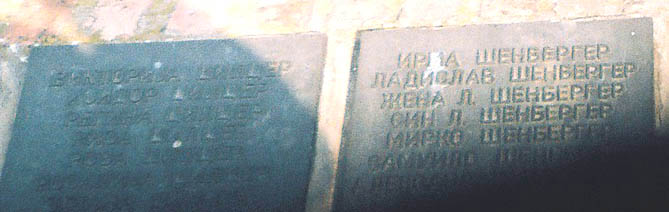
Дошки з іменами жертв рейду 1942 року в Новий Саді. Є 66 дошок із 1244 відомими іменами жертв.

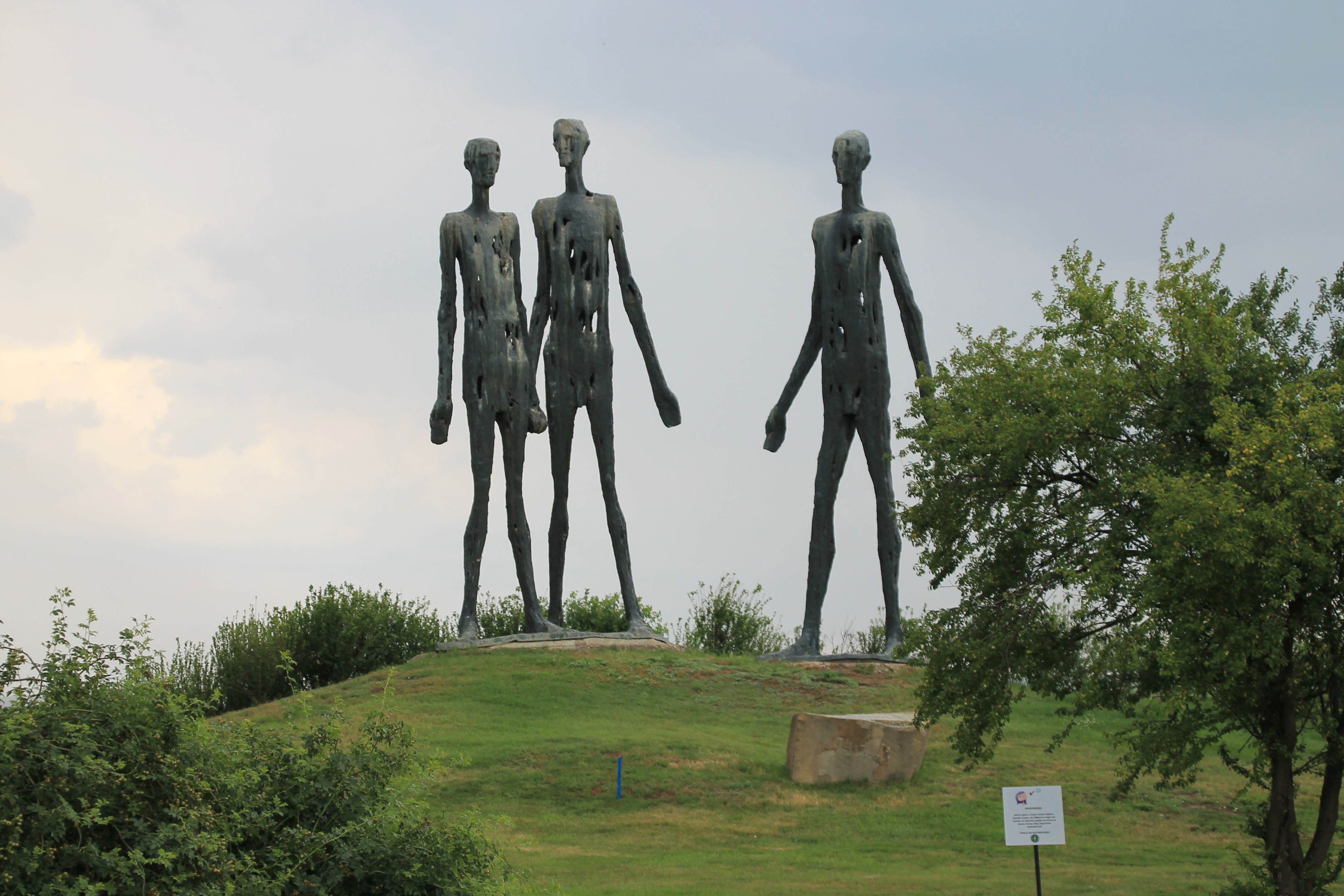
Чорна Чупрія — пам'ятник жертвам рейду 1942 р. біля селища Жабаль.

Протягом чотирьох років окупації сили Осі вчинили численні воєнні злочини проти цивільного населення: близько 50 000 людей у Воєводині було вбито, а близько 280 000 заарештовано, порушено або піддано тортурам.  Жертви належали до кількох етнічних груп, які мешкали у Воєводині, але найбільша кількість жертв — серби, євреї та цигани. 

### Загальна кількість жертв
За словами історика Драголюба Живковича, під час окупації Осі у Воєводині загинуло приблизно 55 000 мирних жителів.  З них приблизно 17 000 були євреями.
За даними демографа Слободана Чурчича, загальна кількість людей, убитих окупантами у 1941–1944 рр. У всій Воєводині, становила 55 285, у тому числі: 
- 18193 людини, яких було вбито безпосередньо
- 19 004 людей, яких відправили до концтаборів і там вбили
- 4168 людей, яких відправили на примусові роботи та вбили там
- 3286 людей, які були мобілізовані, а згодом вбиті
- 10634 вбиті учасники руху опору

### Жертви в Бачці
Загальна кількість вбитих людей у Бачці становила 19 573, у тому числі: 
- 6 177 людей, яких було вбито безпосередньо
- 8027 людей, яких відправили до концтаборів і там вбили
- 2179 людей, яких відправили на примусові роботи та вбили там
- 1516 людей, яких було мобілізовано, а згодом вбито
- 1674 вбиті учасники руху опору

Із загальної кількості жертв (без урахування вбитих учасників руху опору) 11 521 чоловік - чоловіки, 3768 - жінки, 1283 - люди похилого віку та 1327 - діти.

#### Рейд 1942 року
Найпомітнішим воєнним злочином під час окупації було масове вбивство цивільного населення, переважно сербської та єврейської етнічної приналежности, здійснене угорськими військами Осі в січні 1942 року в результаті рейду на півдні Бачки. Загальна кількість цивільних осіб, загиблих в рейді було 3808, що в той час як місця, які постраждали від набігу включають Новий Сад, Бечей, Вилово, Гардинівці, Господинці, Джурджево, Жабаль, Лок, Мошорин, Србобран, Темерин, Тител, Чуруг і Шайкаш. 

#### 1944 депортація євреїв
У березні 1944 року німецькі підрозділи, які окупували Угорщину Горті, увійшли до Бачки, і з ними були люди гестапо. Без будь-яких зволікань були введені найжорстокіші заходи: пограбування єврейського майна було завершено абсолютно повно; Євреї повинні були носити жовту позначку; всі вони були обмежені транзитними таборами до того, як дуже довго їх взяли, десь у червні 1944 р. спочатку до Угорщини, а потім до концтаборів в Австрії та Німеччині. Більшість із них закінчили свою подорож в Освенцімі. Дуже мало хто з них зумів вижити і повернутися. Геноцид у Бачці забрав загалом 14 000 єврейських жертв. За наявними даними, з єврейських жертв геноциду 3800 були з Банату, 11000 із Сербії та близько 260 із Санджака. З приблизно 82 000 членів єврейської громади в Югославії лише 15 000 пережили Другу світову війну, що означає, що 79,2% загинули. 

### Жертви в Банаті
Загальна кількість вбитих людей у Банаті становила 7513, у тому числі: 
- 2211 людей, яких було вбито безпосередньо
- 1294 людини, яких відправили до концтаборів і вбили там
- 1498 людей, яких відправили на примусові роботи та вбили там
- 152 людини, які були мобілізовані та згодом вбиті
- 2358 вбитих учасників руху опору

Із загальної кількості жертв (за винятком убитих учасників руху опору) 4010 були чоловіками, 631 - жінками, 243 - старими та 271 - дітьми.

### Жертви в Сремі
Загальна кількість убитих людей у Сремі становила 28 199, у тому числі: 
- 9 805 людей, яких було вбито безпосередньо
- 9683 людей, яких відправили до концтаборів і там вбили
- 491 особа, яку відправили на примусові роботи та вбили там
- 1618 осіб, яких було мобілізовано, а згодом вбито
- 6 602 вбиті члени руху опору

Із загальної кількості жертв (без урахування вбитих членів руху опору) 14 484 чоловіки, 3662 жінки, 1279 людей похилого віку та 2172 дітей.

## Визвольна боротьба

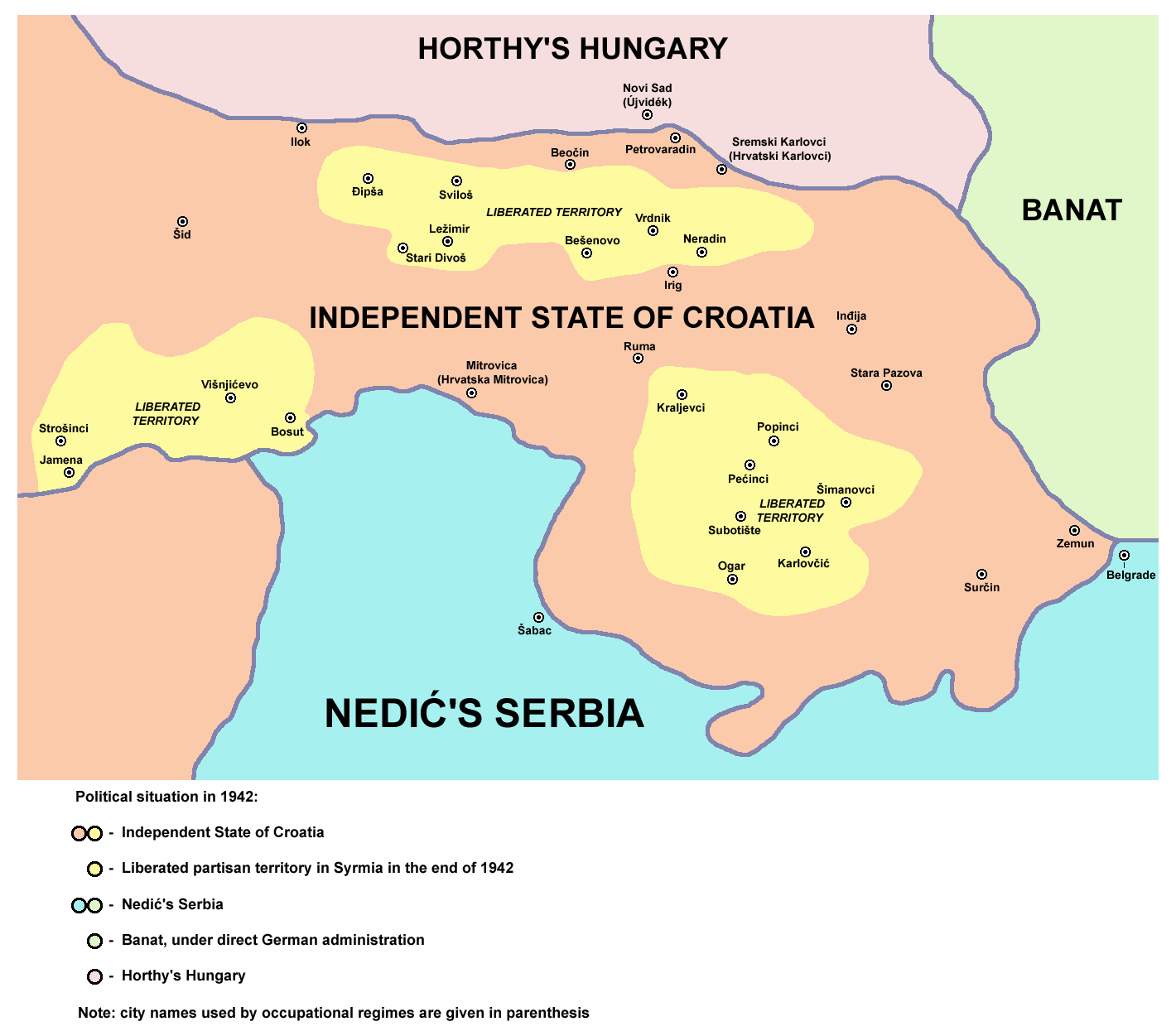
Визволена партизанська територія в Сремі в кінці 1942 року.

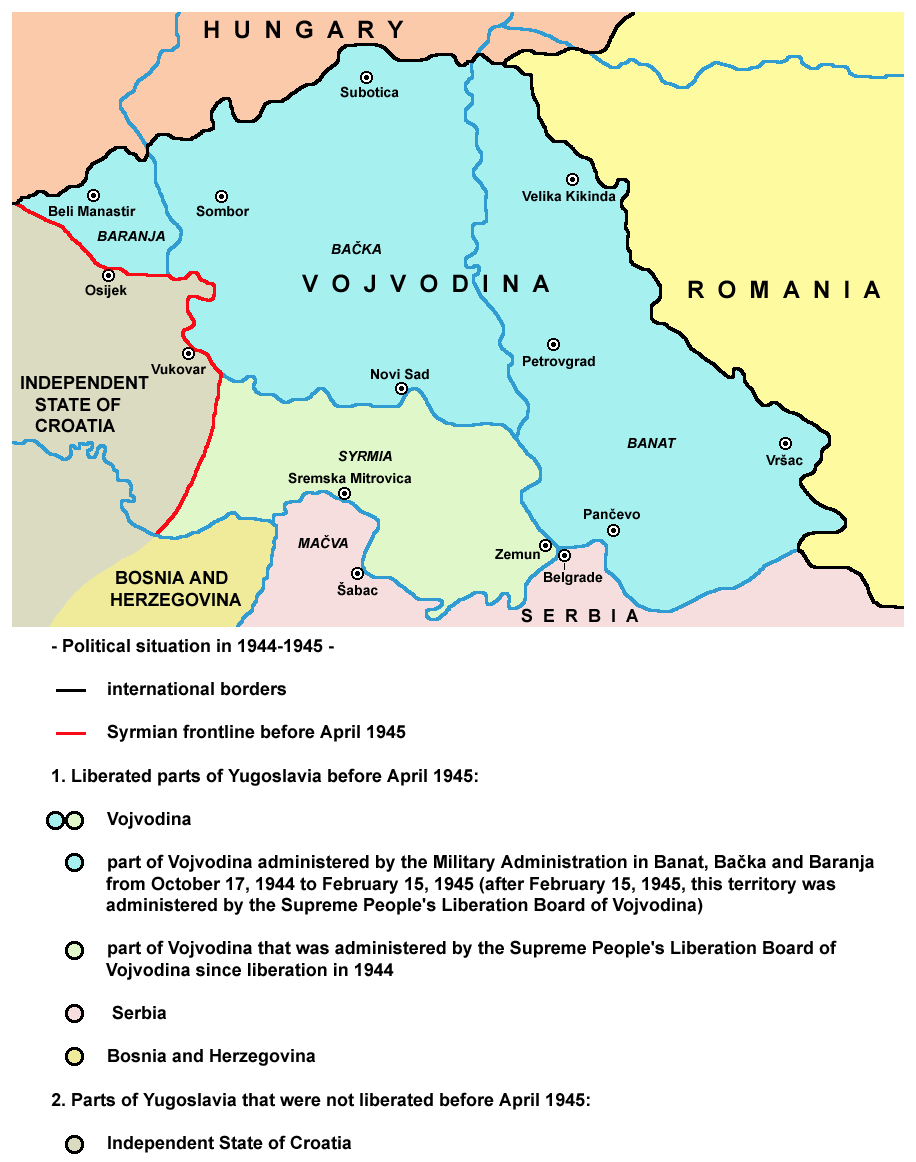
Сремський фронт до квітня 1945 року.

Рух опору проти осі осі був розпочатий влітку 1941 року комуністами. Опір у Банаті та Бачці був невдовзі розгромлений, тоді як опір у Сремі мав більший успіх. Сремський рух опору переріс у народне повстання, і в Сремі була створена велика звільнена територія (що включала близько 40 сіл). На звільненій території була організована партизанська влада, яка включала масові антифашистські організації, видавничу діяльність та освіту. Досвід руху опору в Сремі був переданий Банату та Бачці влітку 1944 року; до прибуття радянської Червоної армії в жовтні 1944 р. Воєводина вже мала свої нові інститути народного управління. Визвольний рух був організований у 18 бригад Воєводина, розділених на 3 ескадри. Під час визвольних змагань загинуло 15 000 бійців руху опору.

## Виноски
1. ↑  Enciklopedija Novog Sada, Sveska 5, Novi Sad, 1996 (page 196).
2. ↑  Dimitrije Boarov, Politička istorija Vojvodine, Novi Sad, 2001, page 183.
3. ↑  Nastradalo 110000 civila tokom i posle 2. svetskog rata[недоступне посилання], Radio Television of Vojvodina
4. 1 2 3 4  Slobodan Ćurčić, Broj stanovnika Vojvodine, Novi Sad, 1996 (pages 42, 43).
5. ↑  Zvonimir Golubović, Racija u Južnoj Bačkoj 1942. godine, Novi Sad, 1991 (pages 146, 147).
6. ↑  JEWS OF YUGOSLAVIA 1941 - 1945 VICTIMS OF GENOCIDE AND FREEDOM FIGHTERS By Jasa Romano (From the English summary in the book Jevreji Jugoslavije 1941-1945. Zrtve Genocida I Ucesnici Narodnosloodilckog Rata, Belgrade: Federation of Jewish Communities of Yugoslavia, 1980; pp. 573-590.)